# Goodison Park
Goodison Park är fotbollsklubben Evertons hemmaarena sedan invigningen 1892. Den är belägen i Liverpool i England och har en publikkapacitet på 40 569 åskådare. Sedan 1994 finns endast sittplatser, och innan ombyggnationen kunde arenan ta in betydligt fler åskådare. Publikrekordet lyder på 78 299 åskådare och sattes i en match mellan Everton och Liverpool den 18 september 1948. Förutom för Evertons matcher har Goodison Park varit värd för den ena semifinalen i VM 1966, FA-cupfinalen 1894 och omspelet av FA-cupfinalen 1910. Även engelska landslaget har spelat flera matcher på Goodison Park.
Goodison Park ligger inte mer än 800 meter från Anfield, som är Liverpool FC:s hemmaplan.